# Ерёменко, Ирина Павловна
Ирина Павловна Ерёменко (26 мая 1919 года, д. Осиновка, Велижский уезд, Витебская губерния — 1 марта 2007 года, Кемерово) — советская и российская художница, представительница наивного искусства.

## Биография
Родилась в 26 мая 1919 года в деревне Осиновке (ныне — Велижского района Смоленской области) в крестьянской семье. Весной 1929 года вместе с семьей переехала в Сибирь, в деревню Правый Мурюк Чебулинского района, тогда Новосибирской, ныне Кемеровской области.
С 16 лет работала дояркой, а через два года была направлена в филиал областной зоотехнической школы в поселок Тяжин. Окончив с отличием эту школу, она работала участковым зоотехником в поселке Чебулинский.
В 1946 году вышла замуж и переехала в город Мариинск Кемеровской области, где до пенсии работала торговой работницей.
Рисовать Ирина Павловна начала в 57 лет, уйдя на пенсию. В 1976 году она переехала с мужем к дочери в Казахстан, в город Шевченко, помогать воспитывать внучек.
В Шевченко Ирина Павловна прожила три года и вернулась в Сибирь.

## Творчество
Впервые обратившись к рисованию в возрасте пятидесяти семи лет, самостоятельно освоила акварельную и гуашевую техники. Тема её картин всегда одна — деревья. Кроме того, большинство картин имеют развернутые авторские посвящения, пожелания счастья. Для её творчества важен повествовательный момент, он обязательно присутствует и в графических листах.

## Выставки
- В 1986 состоялась первая персональная выставка в родном городе Мариинске в открывшемся Доме-музее русского писателя-земляка Владимира Чивилихина.
- 1990 — Дом Творческих Союзов, Новокузнецк[4]
- 1990 — Дом художника, Кемерово[4]
- 1991 — Музей Этнографии народов СССР, Санкт-Петербург (тогда в 1991, Ленинград). Выставка «Сибирь в Ленинграде»[5]
- 1992 — Дом Творческих Союзов, Новокузнецк[6]
- 1992 — Галерея наивного искусства, «Дар» выставка наивных художников России «Сон золотой», Москва[7][8].
- 1993 — Государственный Дом Народного Творчества. Совместная выставка с туесами мастеров Кузбасса, Москва[6]
- 1993 — Выставка «Шедевры Наивного искусства» на Солянке, Москва[6]
- 1994 — Открывается шестая персональная выставка художницы в Кемеровском Областном Музее Изобразительных искусств в рамках проекта «Семья»[4]
- 1996 — Выставка в Краеведческом музее города Ленинск-Кузнецкий[4]
- 2009 — Восьмая персональная выставка (посмертная) к 90-летию художницы в Музее ИЗО, Кемерово[9][10][11][12].
- 2017 — Московский международный фестиваль наивного искусства "Фестнаив-2016"[13]
- 2018-2019 — Персональная выставка к 100-летию художницы в московском Музее русского лубка и наивного искусства[14].

По окончании экспозиции восьмой персональной выставки «Древо Жизни», в качестве передвижной выставки, картины художницы два года (с сентября 2009 по сентябрь 2011) гастролировали по населённым пунктам Кузбасса. На семнадцати выставочных площадках области в течение двух лет демонстрировалась выставка «Древо Жизни» Ерёменко Ирины Павловны.
Многие работы художницы подарены и находятся в музеях и частных коллекциях, как в России, так и за рубежом.